# Дуфтшмид, Каспар Эразм
Каспар Эразм Дуфтшмид (1767—1821) — австрийский натуралист и врач. Внёс значительный вклад в энтомологию (в первую очередь, в колеоптерологию).
Учился в гимназии, посещал лекции по философии в Линце. Изучал медицину в Вене, получил докторскую степень в 1790 году, поселился в Линце в качестве практикующего врача в 1791 году и был одним из наиболее активных сторонников вакцинации против оспы. В 1805 и 1809 годах он много работал в военных госпиталях. Помимо медицинской практики, Дуфтшмид занимался научными исследованиями и был усердным коллекционером. Его коллекция насекомых была богата редкими и ценными предметами.
Дуфтшмид сделал значительные открытия в области энтомологии, особенно колеоптерологии (науки о жуках), и приобрёл полную коллекцию насекомых у Иоганна Игнаца Шиффермюллера для Венского музея естествознания. Его гербарий находится в музее Верхней Австрии в Линце. Энтомологическая коллекция также поступила в музей Верхней Австрии после нескольких обходов. В более поздний период старая оригинальная маркировка была уничтожена, так что образцы, собранные Дуфтшмидом, невозможно найти в коллекции музея.

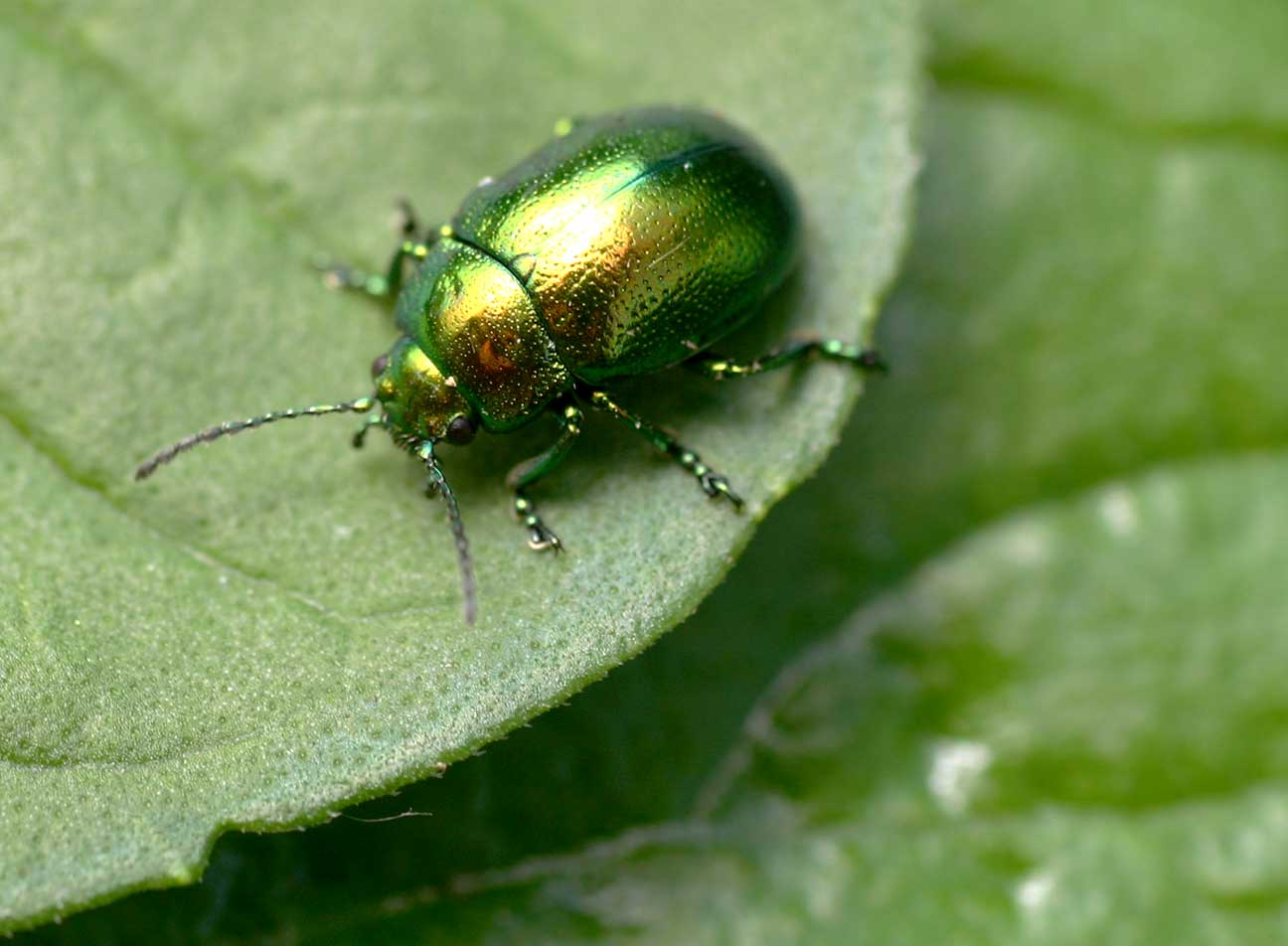
Chrysolina herbacea, вид жуков, описанный Дуфтшмидом

Его наиболее известной работой, в которой были представлены новые роды и виды, стала «Fauna Austriaca. Oder Beschreibung der österreichischen Insekten für angehende Freunde der Entomologie» (было опубликовано три тома).